# ジュルディニャーノ
ジュルディニャーノ（イタリア語: Giurdignano）は、イタリア共和国プッリャ州レッチェ県にある、人口約1,900人の基礎自治体（コムーネ）。

## 地理

### 位置・広がり

#### 隣接コムーネ
隣接するコムーネは以下の通り。
- ジュッジャネッロ
- ミネルヴィーノ・ディ・レッチェ
- オトラント
- パルマリッジ
- ウッジャーノ・ラ・キエーザ